# محمد الضبياني
محمد الضبياني (و. 1 يناير 1984- ) مذيع وكاتب ومقدم برامج يمني. يقدم عدد من البرامج في قناة سهيل.

## النشأة والتعليم
ولد في 1 يناير 1984 في قرية بني ضبيان بمديرية الحداء في محافظة ذمار. تلقى تعليمه الابتدائي والإعدادي وبداية الثانوية في معهد بني ضبيان بمديرية الحداء محافظة ذمار. انتقل بعدها إلى صنعاء وأكمل الثانوية في مدرسة الثقافية. التحق بجامعة صنعاء وحصل على درجة البكالوريوس في الدراسات الإسلامية بكلية الآداب عام 2009.

## عمله
بدأت الضبياني في العمل الإعلامي في القناة التعليمية أثناء دراسته الجامعية عامي 2007 و2008، ثم انضم إلى قناة سهيل أثناء تأسيسها عام 2009 في صنعاء. كتب في عدد من المواقع والمدونات من بينها مدونات الجزيرة. يعمل كمحرر ومقدم أخبار في قناة سهيل حاليا، وقدم العديد من البرامج التلفزيونية على قناة سهيل الفضائية أبرزها:
- واحة القرآن
- أحلى لقاء
- وصل صوتك
- تحت الرماد
- سواء نبنيها
- بصمة شباب
- أطياف العيد[6]
- حديث الصحافة[7]
- الكلمة لك[8]
- استديو رمضان
- رمضان اليمن